# Gibbonsia metzi
Gibbonsia metzi är en fiskart som beskrevs av Hubbs 1927. Gibbonsia metzi ingår i släktet Gibbonsia och familjen Clinidae. Inga underarter finns listade i Catalogue of Life.